# Tenente-general
Tenente-general é a denominação de uma patente de oficial general nos exércitos e forças aéreas de diversos países. Nos países em que esta designação é utilizada, normalmente, o tenente-general tem uma patente, imediatamente, inferior à de general e superior à de major-general. Nos exércitos da Organização do Tratado do Atlântico Norte geralmente corresponde à graduação de oficial general de 3 estrelas ou seja, de OF-8.
A designação tenente-general começou a generalizar-se nos exércitos da Europa no século XVIII, sendo atribuída aos oficiais que substituiam ou coadjuvavam os generais. A sua função passou, posteriormente, a corresponder ao comando de uma divisão ou de um corpo de exército. Por esta razão, em alguns exércitos, o posto foi redesignado "general de divisão" ou "general de corpo de exército".

## Distintivos e designações em vários países

### Exércitos

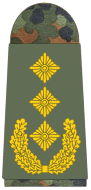
Alemanha: Generalleutnant
Argentina: General de división.
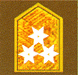
Áustria: Generalleutnant
Bélgica: Lieutenant général / Lieutenant generaal
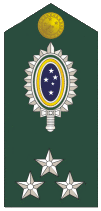
Brasil: General de divisão
Dinamarca: Generalløjtnant
Finlândia: Kenraaliluutnantti / generallöjtnant
Egito: Lieutenant general / فريق
Espanha: Teniente general
EUA: Lieutenant general
Grécia: Αντιστράτηγος
Hungria: Altábornagy
Japão Rikushō
Noruega: Generalløytnant
Países Baixos: Luitenant-generaal
Portugal: Tenente-general
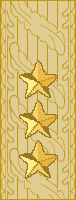
Suécia: Generallöjtnant
Tailândia: Pol tho
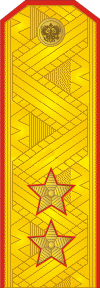
Rússia: генера́л-лейтена́нт [Generál-Leytenánt]

### Forças aéreas

Dinamarca: Generalløjtnant
Espanha: Teniente general
EUA: Lieutenant general
Finlândia: Kenraaliluutnantti / Generallöjtnant
Países Baixos: Luitenant-Generaal
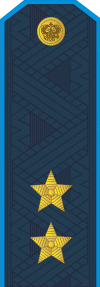
Rússia: генера́л-лейтена́нт [Generál-Leytenánt]

## Tenente-general em vários países

### Brasil
Durante o Império, existiu no Exército Brasileiro o posto de tenente-general, segundo o modelo hierárquico herdado do Exército Português. Depois da implantação da república, o posto foi substituído pela patente de general de divisão.

### Portugal
Em Portugal, a designação "tenente-general" pode referir-se tanto ao cargos de tenente-general da artilharia e de cavalaria, como à patente homónima de oficial general.

#### Tenente-general de artilharia do Reino

Galhardete de tenente-general do Exército Português

O tenente-general de artilharia do Reino era o funcionário militar que dirigia a Tenência, que constituía o departamento do Estado responsável pela aquisição, fabrico, conservação e distribuição de equipamento e armamento - sobretudo de artilharia - ao Exército Português. As suas funções correspondiam, aproximadamente, às do, atual Comando da Logística do Exército. No século XVIII, a Tenência passou a designar-se Arsenal Real do Exército, sedeado no, que é hoje, o edifício do Museu Militar de Lisboa.
O cargo de tenente-general de artilharia do Reino substituiu, em 1640 a função de Vedor-Mor de Artilharia que havia sido criada, em 1450. O cargo foi extinto em 1792.

#### Tenente-general de cavalaria
No período da Guerra da Restauração, os tenentes-generais de cavalaria eram os oficiais adjuntos dos generais de cavalaria, aos quais estava atribuído o comando das tropas daquela arma numa província ou num exército em operações. Ocasionalmente, em províncias ou exércitos onde existiam poucas tropas de cavalaria, o comando das mesmas poderia ser atribuído a um tenente-general de cavalaria. Esta função foi extinta em 1707.

#### Posto de tenente-general
O posto de tenente-general foi introduzido, no Exército Português, em 1762, como nova designação do anterior posto de mestre de campo general. Verdadeiramente, o posto de tenente-general era a patente mais elevada de um oficial do Exército, já que os postos superiores (general, marechal do Exército e marechal-general) correspondiam a funções específicas ou a dignidades honoríficas. Em campanha, aos tenentes-generais era normalmente atribuído o comando de uma divisão ou, ocasionalmente, de um exército, agrupando várias divisões.
Na sequência da reorganização do Exército Português de 1864, o posto de tenente-general passou a designar-se "general de divisão".
Em 1911, dá-se uma profunda reorganização do Exército para o adaptar à doutrina militar do novo regime republicano. Passa a haver um único posto de oficial general, que correspondente ao antigo general de divisão, mas que passa a ter a designação genérica de "general". Para distintivo do novo posto mantém-se as três estrelas que já identificavam os antigos tenentes-generais e generais de divisão. No entanto aos generais que exercem determinadas funções superiores são-lhe atribuídas quatro ou mais estrelas como distintivo. Como não existem designações diferentes para os vários níveis de oficial general - já que, formalmente, há um único posto de general - passa então a ser comum a designação dos generais pelo número de estrelas do seu distintivo (general de 3 estrelas, general de 4 estrelas, etc.).
Em 1999, foi reintroduzido no Exército Português o posto de tenente-general, substituindo o posto de general (de 3 estrelas). Tal como antes, o posto de tenente-general é a mais alta patente de oficial general no ativo, já que os postos superiores são apenas funcionais ou honoríficos. O posto de general é apenas um título atribuído aos oficiais generais que exercem (ou exerceram) a função de Chefe de Estado-Maior do Exército ou de Chefe do Estado-Maior General das Forças Armadas. Já o posto de marechal do Exército é apenas uma dignidade honorífica.
Desde que foi criada, como ramo independente, em 1952, a Força Aérea Portuguesa segue, aproximadamente, o sistema de patentes do Exército. Como tal, a sua patente de general (de 3 estrelas) também passou a designar-se "tenente-general" em 1999.